# Megumi Asaoka
Megumi Asaoka (麻丘 めぐみ, Asaoka Megumi), née le 11 octobre 1955 dans la préfecture d'Ōita, est une chanteuse pop et actrice japonaise. Son vrai nom est Kayoko Fuji.
Elle fait son entrée dans le monde du spectacle en juin 1972, avec son premier single Mebae.
Son plus grand succès serait Watashi No Kare Wa Hidarikiki, qui a culminé à la première place du Oricon, en juillet 1973.
Elle a épousé Mitsuo Watanabe en septembre 1979, dont elle divorce en février 1982. Elle a une fille.

## Discographie

### Singles
- Mebae  (芽ばえ?) (1972-06-05) (#3)
- Kanashimi yo konnichiwa  (悲しみよこんにちは?) (1972-10-05) (#6)
- Onnanoko nandamon  (女の子なんだもん?) (1973-01-15) (#7)
- Mori wo Kakeru Koibito-tachi (森を駈ける恋人たち?) (1973-04-30) (#7)
- Watashi no Kare wa Hidarikiki (わたしの彼は左きき?) (1973-07-05) (#1)
- Alps no Shoujo (アルプスの少女?) (1973-10-15) (#8)
- Tokimeki (ときめき?) (1974-01-15) (#6)
- Shiroi Heya (白い部屋?) (1974-04-05) (#13)
- Kanashimi No Shizun (悲しみのシーズン?) (1974-09-10) (#10)
- Yuki No Nakano Futari (雪の中の二人?) (1974-12-15) (#16)
- Mizuiro No Peji (水色のページ?) (1975-03-05) (#14)
- Koi Noayatori (恋のあやとり?) (1975-06-05) (#24)
- Utsukushi Ku Moe Nagara  (美しく燃えながら?) (1975-08-15) (#37)
- Shiroi Bishou (白い微笑?) (1975-10-25) (#44)
- Sotsugyou (卒業?) (1976-02-05) (#63)
- Natsu Hakkei (夏八景?) (1976-06-05) (#64)
- Yogiro No Dekigoto (夜霧の出来事?) (1976-09-05) (#83)
- Ginsekai (銀世界?) (1977-01-25) (#77)
- Neh (ねえ?) (1977-10-05) (#-)
- Aitaiyo (あいたいよ?) (1984-05-25) (#-)
- Kyouto Aishuu (京都哀愁?) (1985-05-25) (#-)
- Rikon Bijin (離婚美人?) (1986-08-21) (#-)
- Yasashikushinaide (やさしくしないで?) (1991-09-26) (#-)

### Albums Studio
- Sawayaka  (さわやか?) (1972-08-05) (#9)
- Akogare  (あこがれ?) (1972-12-20) (#6)
- Megumino Kyuujitsu  (めぐみの休日?) (1973-05-25) (#12)
- Megumito Wakai Nakama Tachi (めぐみと若い仲間たち?) (1973-08-25) (#13)
- Shiroi Heya (白い部屋?) (1974-04-25) (#22)
- Roman Heno Tabidachi (ロマンへの旅立ち?) (1975-04-25) (#39)
- Seishun (青春?) (1975-07-05) (#28)
- Haru Shitaku (春支度?) (1976-07-01) (#-)
- Fashion Privacy (プライバシー・ファッション?) (1976-07-01) (#92)
- Shirakabe No Shouzou (白壁の肖像?) (1976-11-15) (#-)

### Albums Live
- Yume Hiraku Risaitaru  (夢ひらくリサイタル?) (1974-04-25)
- 20 Toshi Asaoka Megumi Risaitaru  (20歳 麻丘めぐみリサイタル?)
- Aidoru Densetsu Tatta 1 Do No Risaitaru  (アイドル伝説 たった1度のリサイタル?) (1983-05-01)

## Référence
1. ↑  (en) « Megumi Asaoka's biography on IMDB » (consulté le 13 octobre 2008)